# Nijlande
Nijlande (52° 58′ N, 6° 38′ L) é uma cidade dos Países Baixos, na província de Drente. Nijlande pertence ao município de Aa en Hunze, e está situada a 6 km sudeste de Assen.
A área de Nijlande, que também inclui as partes periféricas da cidade, bem como a zona rural circundante, tem uma população estimada em 60 habitantes.